# DEC Inzell
Der DEC Inzell (offizieller Name Deutscher Eissport Club Inzell/Frillensee e. V., oft auch DEC Inzell-Frillensee genannt) ist ein Eissportverein aus Inzell. Bekanntheit erlangte der Verein durch die Durchführung von Eisschnelllaufveranstaltungen und über die Mitgliedschaft von Anni Friesinger. Die Senioreneishockeymannschaft des Vereins spielte zeitweise in der damals dritthöchsten Spielklasse.

## Geschichte

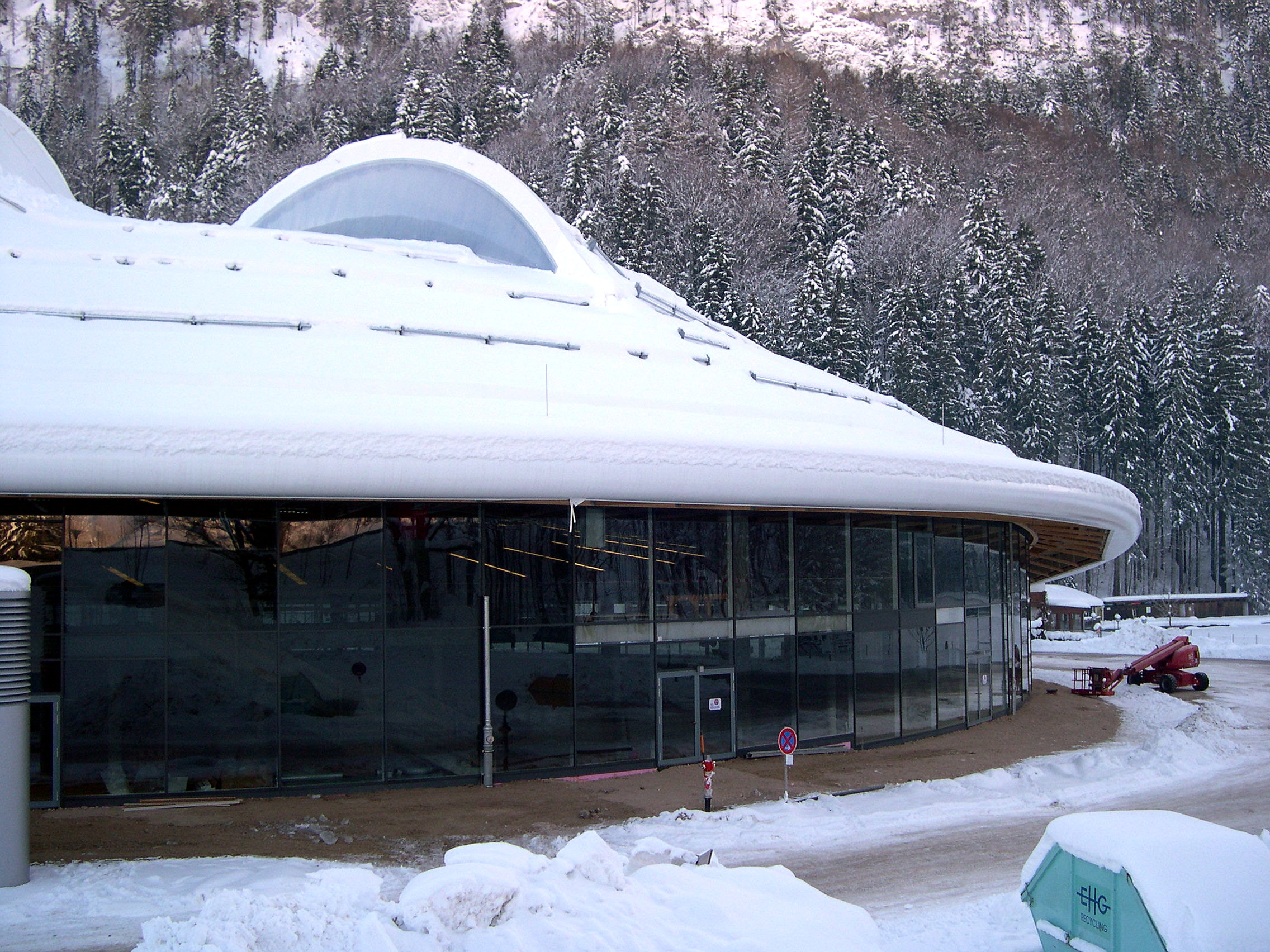
Max Aicher Arena

Der Verein wurde am 8. Dezember 1961 gegründet.

## Abteilung Eishockey
Die Gründung der Mannschaft erfolgte 1963
Erstmals in der Saison 1970/71 stieg die Seniorenmannschaft des DEC in die – damals drittklassige – Regionalliga auf. In dieser Spielklasse verblieb der DEC bis zur Saison 1972/73. Mit der Neueinführung der 2. Spielklasse wurde die Mannschaft des DEC für die Saison 1973/74 in die Oberliga eingestuft. Nach dem sportlichen Abstieg gelang der Mannschaft des DEC in der Regionalliga 1974/75 der sofortige Wiederaufstieg in die Oberliga 1975/76 und der gleichzeitige Gewinn der Regionalligameisterschaft 1975 gegen den RSC Bremerhaven. Nach der Saison 1977/78 war die Mannschaft des DEC sportlich abgestiegen. Der DEC verzichtete auf einen möglichen Verbleib in der Oberliga und nahm mit der Mannschaft an der Regionalliga 1978/79 teil. Nach der Saison 1982/83 gelang der Mannschaft des DEC  für eine Saison der Wiederaufstieg in die Oberliga. Nach der Saison 1989/90 stieg die Mannschaft des DEC in die Ligen des Bayerischen Eissportverbandes ab. Nachdem von 2003/04 bis 2007/08 die Mannschaft des DEC an der Landesliga teilgenommen hatte, stieg die Mannschaft sportlich in die Bezirksliga ab. 2012 stieg der DEC erneut in die Landesliga Süd/West auf. Nachdem die Mannschaft mit Platz 15 in der Saison 2012/13 sportlich die Qualifikation für die Saison 2013/14 nicht erreicht hatte, wurde die Mannschaft zur Aufstockung der teilnehmenden Mannschaften in die Gruppe Nord/Ost der Saison 2013/14 eingeteilt.
Der Nachwuchs nimmt in Form von Spielgemeinschaften mit dem EV Berchtesgaden und dem TSV Trostberg am Spielbetrieb teil. Ebenso gibt es unter dem Dach der Eishockeyabteilung die Mannschaft der Eisbeisser Inzell, die an der hobbymäßig organisierten Inn-Chiemgau-Hobby-Liga (ICHL) teilnimmt.

### Erfolge
| - Aufstieg in die Oberliga 1973, 1975, 1983 - Aufstieg in die Regionalliga/3. Liga 1970 - Deutscher Regionalliga-Meister 1975 - Aufstieg in die Bayernliga (4. Liga) 1969 - Bayerischer Landesliga-Meister 1969 | - Meister Bayerische-Landesliga Süd 1969 - Aufstieg in die Bayerische-Landesliga 2012 - Bayerischer Bezirksliga-Meister/Süd 2012, 2023, 2024 - Bayerischer Bezirksliga-Vizemeister/Ost 2019 |